# Língua jen
A língua jen ou língua dzaé uma língua adamawa da Nigéria, falada por pelo ao menos 20.000 pessoas nos estados de Taraba e Adamawa.